# Misumenoides vulneratus
Misumenoides vulneratus là một loài nhện trong họ Thomisidae.
Loài này thuộc chi Misumenoides. Misumenoides vulneratus được Cândido Firmino de Mello-Leitão miêu tả năm 1929.